# Aleh Alkajeu

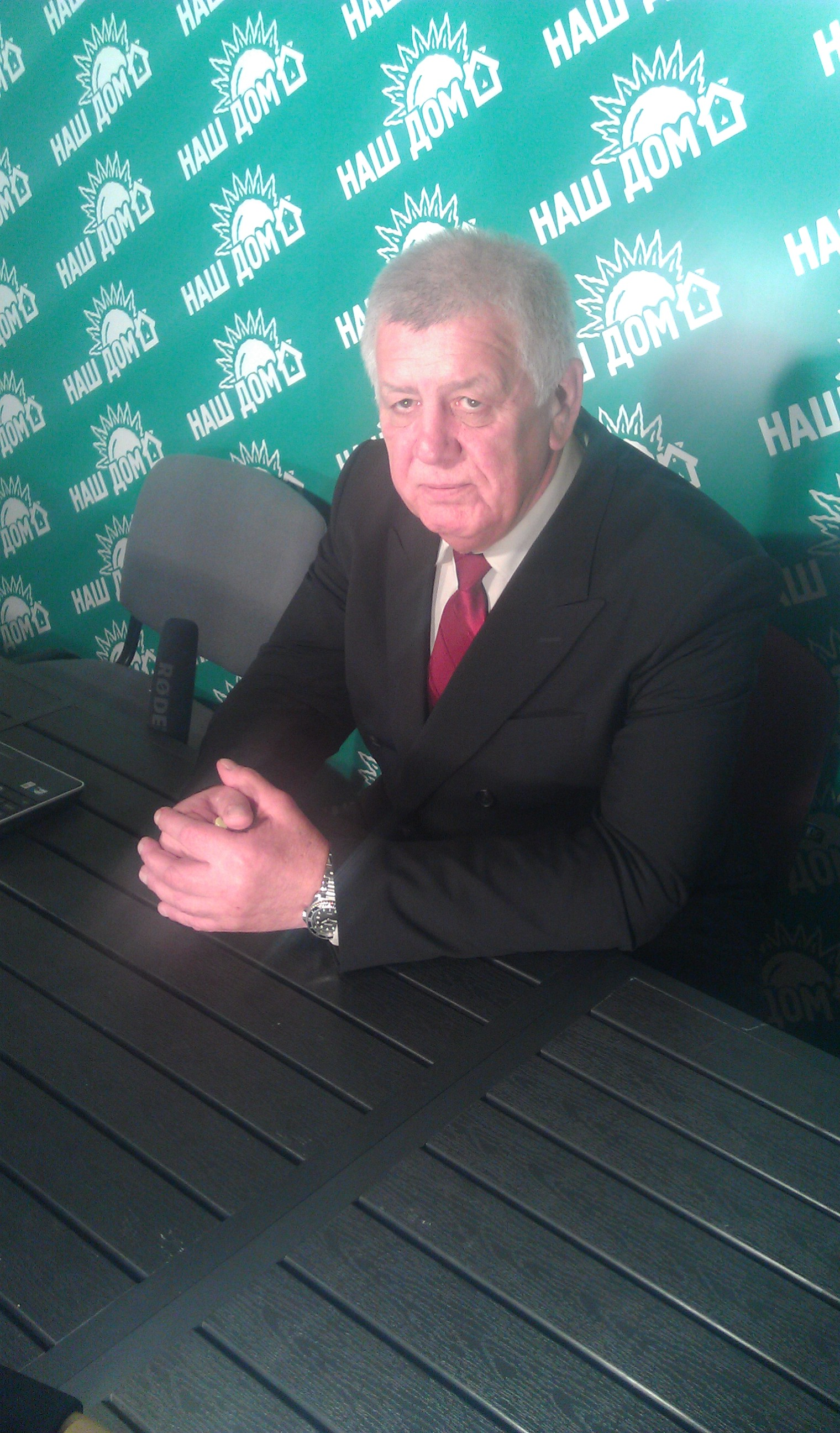
Aleh Alkajeu (2011)

Aleh Leanidawitsch Alkajeu (belarussisch Алег Леанідавіч Алкаеў; russisch Олег Леонидович Алкаев Oleg Leonidowitsch Alkajew; wiss. Transliteration Oleg Leonidovič Alkaev; oft auch Oleg Alkayev; geboren am 11. Dezember 1952 in Leninsk-Kusnezki, Oblast Kemerowo, Sowjetunion; gestorben am 20. September 2022) war ein belarussischer Justizvollzugsbeamter und Whistleblower. Er arbeitete 27 Jahre in unterschiedlichen Strafanstalten. Während seiner Zeit als Leiter der Haftanstalt Nummer 1 in der belarussischen Hauptstadt Minsk unterstand ihm dort im Rang eines Oberst zwischen 1996 und 2001 ein für Hinrichtungen abkommandiertes Erschießungskommando. Nach seinen Veröffentlichungen über dessen Tätigkeit tauchte er zunächst in Moskau unter, bis er schließlich in Deutschland Asyl fand.

## Leben
Aleh Alkajeu wuchs im Osten Kasachstans auf. In der Sowjetzeit war er im Strafvollzug tätig, wo er bis zum Stellvertreter des Leiters eines Arbeitslagers aufstieg. Nach dem Zusammenbruch der Sowjetunion ging er Anfang der 1990er Jahre nach Belarus, wo seine Frau eine Stelle als Ärztin bekam und er im Gefängnis arbeitete.
Zwischen Dezember 1996 und Mai 2001, während Alkajeu Leiter der Minsker Strafanstalt Nr. 1 war, fanden seinen Angaben nach 134 Hinrichtungen statt. Begnadigung gab es nach Alkajeu in der Zeit nur eine.
Im Jahr 2001 machte Alkajeu Enthüllungen im Fall der Entführung und mutmaßlichen Ermordung von bekannten belarussischen Politikern. Nach seinen Aussagen hat er 1999 auf Anweisung des damaligen Innenministers Juryj Siwakow den SOBR-Kommandanten Dsmitryj Paulitschenka mit dem Verfahren der Hinrichtung vertraut gemacht. Im selben Jahr gab Alkajeu auf persönliche Anweisung des Ministers zweimal eine Spezialpistole PB aus, die für die Durchführung von Hinrichtungen bestimmt war; später, nachdem er die Daten verglichen hatte, behauptete er, dass Juryj Sacharanka, Wiktar Hantschar und Anatol Krassouski mit dieser Pistole getötet worden seien. Als ihm klar wurde, dass die Strafverfolgungsbehörden nicht die Absicht hatten, die notwendigen Ermittlungsschritte zu unternehmen, veröffentlichte er Interviews und Dokumente in der oppositionellen Presse. An dem Tag, an dem die Zeitungen mit diesen Dokumenten veröffentlicht wurden, verließ Alkajeu Minsk, lebte einige Zeit in Moskau und ging dann zu Verwandten nach Deutschland. Seit dem 25. Juli 2001 lebte er in Berlin. Im Jahr 2002 wurde ihm in Deutschland politisches Asyl gewährt.
In seinem Buch Rasstrelnaja komanda („Erschießungskommando“) liefert der Augenzeuge Aleh Alkajeu wichtige Angaben über die Geschichte des Strafvollzugs in Belarus; es ist Verlagsangaben zufolge „ein einzigartiges Dokument“ zum Verfahren der Todesstrafe in Belarus. Alkajeus Angaben zufolge dauert die ganze Prozedur, von der Verkündung des abgelehnten Gnadengesuchs bis zum Schuss, nicht länger als zwei Minuten. Er änderte das Hinrichtungsverfahren, das früher direkt am Beerdigungsort im Wald stattfand. Danach fanden sie in einem besonders ausgestatteten Raum statt, was seinen Angaben zufolge die Arbeit der Gruppe verkomplizierte.
Im Januar 2021 wurde in EUobserver ein Gespräch zwischen dem damaligen belarussischen KGB-Chef Wadim Saizew und zwei Personen vom 11. April 2012 veröffentlicht, in dem es unter anderem um die Organisation der Ermordung Alkajeus ging.